# Liste der Naturdenkmale in Sosberg
Die Liste der Naturdenkmale in Sosberg nennt die im Gemeindegebiet von Sosberg ausgewiesenen Naturdenkmale (Stand 25. März 2024).

## Ehemalige Naturdenkmale
| Nr. | Bezeichnung | Lage                                                      | Beschreibung                                 | Bild                                    |
| --- | ----------- | --------------------------------------------------------- | -------------------------------------------- | --------------------------------------- |
|     | Alte Buche  | südwestlich des Ortes an der K 44; Flur Am Simmerweg Lage | Fagus sylvatica; Rechtsverordnung aufgehoben | Direkt Bild zu diesem Denkmal hochladen |